# Poster
Pour l’article homonyme, voir The Poster.
Cet article possède un paronyme, voir Postaire.

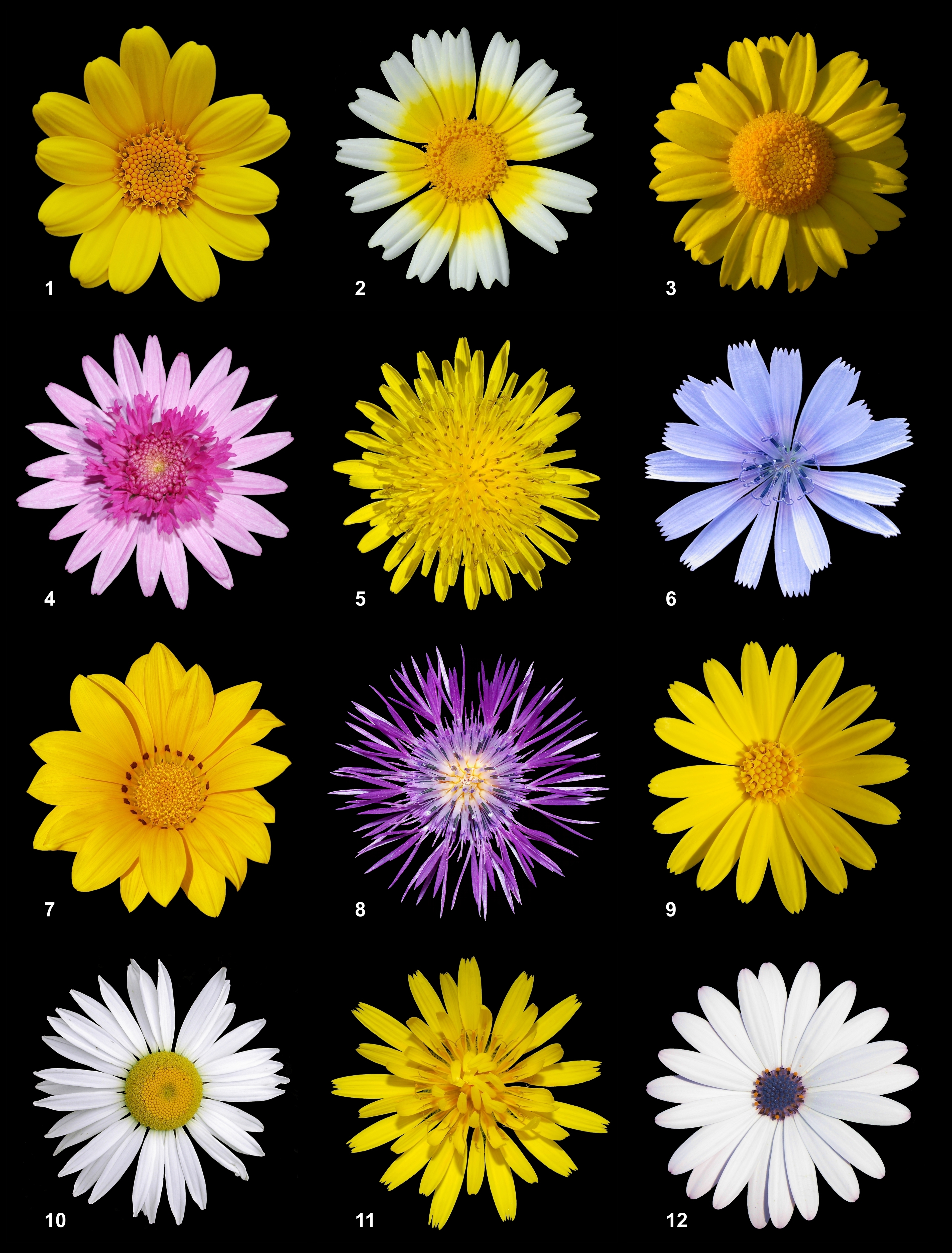
Un poster illustrant douze espèces de fleurs différentes.

Un poster (prononcé : [pɔs.tɛʁ]) est une affiche dont le but a cessé d'être publicitaire et dont la fonction est décorative, éducative ou informative. Contrairement à l'affiche, qui peut être de grande taille (4m x 3m), le poster a en général une taille plus restreinte. Un poster s'affiche sur un mur. C'est un terme emprunté à la langue anglaise (poster, de to post).
Le poster à but décoratif s'est développé en France dans les années 1950 grâce à des sociétés comme Fernand Hazan, Braun, Hautot ou Nouvelles Images. Principalement consacré au point de départ à la reproduction de tableaux classiques ou modernes, le poster décoratif a ensuite étendu son domaine à la photo noir et blanc, l'illustration et à la photo couleur.
En 2020, le poster est toujours d'actualité même s'il est moins populaire que dans les années 1980. On le retrouve chaque année dans les clubs sportifs : de football, basket-ball, handball... qui font la fameuse photo de l'équipe et qui en profitent pour en faire des posters destinées à tous les fans du club. Les posters de stars, chanteurs, acteurs, existent encore. On en retrouve dans de nombreux magazines et il est possible d'en acheter très facilement sur internet.

## Poster de recherche scientifique

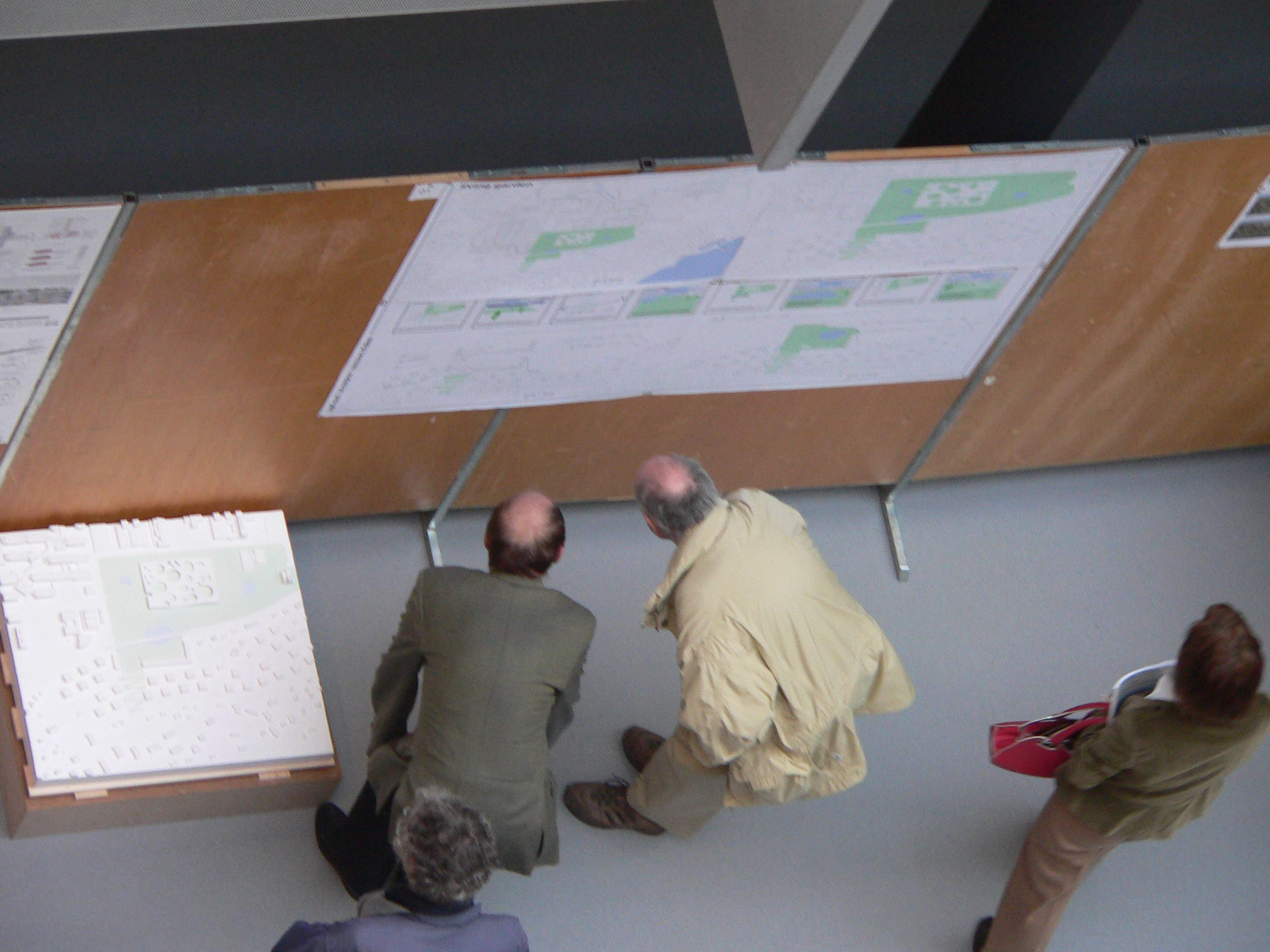
Exposition d'un poster à l'EPFL.

Le poster est utilisé pour présenter des études et des résultats scientifiques lors de colloques professionnels ou de salons, en particulier dans l'industrie médicale. Mais son utilisation se popularise également dans la recherche scientifique en finance.
Il est généralement en anglais, structuré selon la démonstration souhaitée et illustré de photos, schémas ou graphiques. Les titres du poster utilisent souvent les mots suivants : résumé, introduction, objectif, hypothèse, méthode, résultat (présenté sous forme de tableaux, de schémas ou d'images), conclusion, discussion, référence.